# Борисовка (Кировоградская область)
Бори́совка (укр. Борисівка) — село в Кетрисановской сельской общине Кропивницкого района Кировоградской области Украины.
До 2020 года входило в Бобринецкий район
Население по переписи 2001 года составляло 3 человека. Почтовый индекс — 27216. Телефонный код — 5257. Код КОАТУУ — 3520887002.